# Mamá Vudú
Mamá Vudú ist eine 1992 in Quito gegründete ecuadorianische Alternative-Rock-Band.

## Stil
Anfangs vom Punk beeinflusst, löste sich die Band schnell von dieser Richtung. Sie entwickelte sich stilistisch weiter und war nun vergleichbar mit englischem Post-Punk oder amerikanischen No Wave, jedoch verbunden mit einer spezifisch lateinamerikanischen Note.
Nach eigenen Angaben ist ihre Musik von Bands wie Joy Division, The Smiths, Sonic Youth, Radiohead, Fugazi und den Pixies beeinflusst.

## Geschichte
1995 erschien ihr erstes Album Tropical Brea. Nachdem 1998 die EP Estación Polar erschienen war, hatte man im Jahr darauf im Zuge des Festivals Rock desde el Volcan Gelegenheit erstmals mit bekannteren Bands wie Lucybell, den Babasónicos, La Ley und Volumen 0 zu spielen.
Im Jahr 2000 erschien das Album Luna Lombriz, auf dem das in Ecuador erfolgreiche Lied Incéndialo todo veröffentlicht wurde. Auch das im Jahr darauf erschienene Album Aeroclub enthielt diverse Lieder, die im Andenland zu Hits avancierten, so z. B. Vortex, Espuma Negra und Ladrando.
Ihr 2004 veröffentlichtes viertes Album Macrosensor wurde von der lateinamerikanischen Ausgabe der Musikzeitschrift Rolling Stone unter den 50 besten Neuerscheinungen des Jahres 2004 genannt.
Mamá Vudú ist eine der wichtigsten Alternative/Independent-Bands aus Ecuador. Ihre Rolle als Vorreiter der alternativen ecuadorianischen Musikszene zeigt sie auch mit ihrer jüngsten Veröffentlichung, der EP Clínica de Santos y Muñecas, die sie, wohl dem Beispiel Radioheads folgend, als „virtuelle EP“ kostenlos auf ihrer Website bereitstellten.

## Diskografie

### Alben
- 1995 – Tropical Brea
- 2000 – Luna Lombriz
- 2001 – Aeroclub
- 2004 – Macrosensor
- 2008 – Mapa de Ruido

### EPs
- 1998 – Estación Polar
- 2007 – Clínica de Santos y Muñecas